# Directamente para video
Una película distribuida directamente para video (direct-to-video en inglés, vidéofilm en francés y en Japón V-Cinema y OVA para el caso de animes) es aquella que es publicada directamente en el mercado audiovisual para el consumo doméstico, sin ser distribuida previamente en cines o retransmitida en televisión, en formato video (históricamente VHS, o más actualmente en formato CD, DVD, Blu-ray o por descarga por Internet). Según el caso, también se puede decir «directamente para VHS», «directamente para DVD», «directamente para Blu-Ray» o «directamente para digital».
En Latinoamérica, este tipo de películas son conocidas con el anglicismo video-home.[cita requerida] En ocasiones, algunas series de televisión o secuelas de películas que fueron distribuidas en el cine, se distribuyen de esta forma debido a que aquellas habrían alcanzado el suficiente éxito esperado para financiar un presupuesto. También puede ser un medio de distribución para directores o productores independientes o pequeñas compañías de producción.
La gran mayoría de las películas pornográficas son de este tipo.
Este tipo de distribución de largometrajes se hizo más popular a finales de los años 1990 y durante los años 2000 cuando Walt Disney Studios Home Entertainment comenzó a distribuir diversas películas que servían como secuelas directas de algunos de sus largometrajes más populares, principalmente aquellas producidas por el estudio de animación DisneyToon Studios. Varias de estas películas se caracterizaban por presentar un estilo de animación con poco presupuesto ante las otras producciones que las precedieron.

## Razones para lanzamientos directo a video
Un estudio de producción puede decidir no liberar generalmente un programa de televisión o película por varias razones posibles: un bajo presupuesto, la falta de apoyo de una red de televisión, críticas negativas, su carácter polémico, o una simple falta de interés del público en general. Los estudios son limitados en el número anual de las películas a las que concedan a lanzamientos cinematográficos, donde pueden optar por lanzar la película terminada a los cines, o nunca exhibir en absoluto. Los estudios a continuación generan ingresos a través de ventas de video y/o los alquileres.
Las liberaciones directas a video han llevado históricamente un estigma de baja calidad técnica o artística de estrenos cinematográficos. Algunas películas estrenadas directamente a video son películas que se han completado pero nunca fueron estrenadas en salas de cine. Este retraso se produce a menudo cuando un estudio pone en duda las perspectivas comerciales de una película donde lo justifican debido a que su ventana de lanzamiento se ha cerrado. En la industria del cine argot, tales películas son referidas como haber guardas en "bóveda".
Las liberaciones directas a video también se puede hacer para películas que no se pueden mostrar en cines debido al contenido polémico, o porque el costo involucrado en un estreno en cines está más allá de lo planeado por la empresa.
Las secuelas animadas y episodios de largometraje de series animada también a menudo se liberan de esta manera. The Walt Disney Company comenzó a hacer secuelas de muchas de sus películas de dibujos animados para la liberación de video, comenzando con El retorno de Jafar (la secuela de Aladdín) en 1994. Universal Studios también comenzó su larga línea de secuelas con The Land Before Time desde este mismo año, que hasta la fecha ha tenido catorce películas.

Los estudios también pueden liberar secuelas o spin-offs de una exitosa película de acción en vivo directamente en DVD, debido a la falta de presupuesto en comparación con el original. Un ejemplo es la serie de películas Behind Enemy Lines. El segmento de películas familiares es una parte importante de estos lanzamiento. Según el diario Los Angeles Times.
A menudo la caída de las películas familiares de acción en vivo en la taquilla tiene su fortaleza en el video. Su apelación es a las familias con niños pequeños, que pueden ir sólo a un par de películas al año, pero que va a ver muchos videos varias veces. Los adolescentes y adultos jóvenes que manejan las estadísticas el éxito de taquilla se mantienen alejados de las películas familiares.

## Formatos físicos

### Directo para cine
De vez en cuando, un estudio que hace una película que fue preparada como una película de directo a video es liberada teatralmente en el último minuto debido al éxito de otra película con un tema similar o simplemente por una decisión del estudio. Batman: La máscara del Fantasma es un ejemplo de esto. Sin embargo, a pesar del éxito aclamado por la crítica de la película, su desempeño en taquilla era muy pobre, que se ha atribuido a su decisión de último minuto para ser lanzado teatralmente. La película tuvo mucho más éxito comercial en video doméstico. Otro ejemplo que obtuvo un gran seguimiento de culto en 2001 es el thriller psicológico, Donnie Darko, que fue originalmente programado para un lanzamiento de directo a video.
Otras veces, un directo a video de la película puede tener una proyección teatral limitada con el fin de crear entusiasmo por la liberación real del video, como se hizo para el 2010 con La liga de la Justicia: Crisis en las dos Tierras y Planet Hulk, o en 2013 con Sharknado.

### Directo para DVD o "DVD Premiere"
Como los DVD fueron reemplazando gradualmente las cintas de video VHS, el término "directa para DVD" es generalmente reemplazado por "direct-to-video" en algunos casos. Sin embargo, la palabra "video" no necesariamente se refiere a cintas de video; muchas publicaciones siguen utilizando el término "direct-to-video" para DVD o discos Blu-ray. Ambos tipos de liberación basados en disco también pueden ser referidos como "directo al disco". Un nuevo término usado a veces es "DVD Premiere" (DVDP).
Estas películas pueden costar tan poco que llegan a un alrededor de veinte millones de dólares, cerca de un tercio del coste medio de un lanzamiento de Hollywood. De acuerdo con Variety, Americana Pie: Band Camp vendió un millón de copias en una semana, a pesar de que conserva solo dos actores de la trilogía original.

## Formatos digitales

### Directo para iTunes
Directo a iTunes es un método de distribución en línea que evita la producción de todo por adelantado de DVD, la comercialización y los costos de distribución, así como los costes de distribución del cine y de la comercialización por adelantado. De Apple distribuye la película el 30 % de los ingresos, mientras que un adicional de 10 a 15 % puede ir a la persona que da formato a la película para la compatibilidad de iTunes. La primera forma independiente de cine de largometraje producido para perseguir este esquema de comercialización de iTunes era Ed Burns 'Violetas púrpuras, que debutó en iTunes el 20 de noviembre de 2007. Fue el primer largometraje de "estreno en exclusiva en iTunes". Se distribuye en exclusiva en iTunes a en un precio de 14,99 dólares por un mes antes de ser puesto a disposición a través de otros canales de distribución. La película, que fue producido a un costo de cuatro millones de dólares, se había estrenado en el Festival de Cine de Tribeca en abril, donde fue visto de manera positiva, pero solo recibió ofertas de distribución modestas. En el momento del lanzamiento de Purple Violets, la mayoría de los estudios no estaban distribuyendo a través de iTunes al inicio del proceso y solo Walt Disney Studios, que fue el primer estudio de cine para distribuir a través de iTunes, estaba distribuyendo en iTunes de forma simultánea con la distribución en DVD. No era muy común para los consumidores a realizar compras de películas digitales en el momento. Sólo para los amantes, que no tenía prácticamente los costos de producción y que fue lanzado en iTunes el 12 de julio, es considerado como el primer producto de largometraje rentable directa al-iTunes. El método directo a iTunes también se está convirtiendo en común con los libros y la música.

### Directo a streaming
Debido al crecimiento de YouTube, Vimeo, Dailymotion y otros sitios web de video streaming, los estrenos de películas producidas en largo formato eran cada vez más comunes a través de las corrientes en línea. Las películas de larga duración que se estrena en YouTube u otros sitios incluyen Home (2009), El culto de la Sinceridad (2008), La vida en un día (2011), Los ojos y los oídos de Dios: Video Vigilancia de Sudán (2012) y Zeitgeist: La Película (2007). En 2010, Striker fue la primera película india que se estrena en YouTube el mismo día en que fue estrenada en los cines. Algunos de estos no solo están disponibles solo de los servicios digitales, como Netflix, en realidad son producido por ellos mismo.